# Tatai madártalálkozó
A tatai madártalálkozó Magyarország egyik különleges természeti és természetvédelmi jelensége és eseménye.
A tatai Öreg-tavon késő ősszel több ezer vadlúd találkozik, hogy itt teleljenek, ha nem túl hideg a tél. A vadludak mellett számos más madár is látogatja az Öreg-tavat.

## Tata
Tata Komárom-Esztergom vármegye egyik kisvárosa, közel 25 000 lakossal.
I. e. II. századtól lakott vidék, amikor a rómaiak a mai Tatához közeli Ószőnyben katonai tábort létesítettek.
Tatát 1954-ben nyilvánították várossá. Fejlődése ekkor indult el.
Napjainkban főként a „vizek városaként” is ismerik a várost körülvevő kis tavak miatt, és nem utolsóként az Öreg-tó miatt.
Ismert még az olimpikonok edzőtáboráról is.

## Öreg-tó
A 220 hektáros Öreg-tó Magyarország legrégebbi - közel hétszáz éves - mesterséges halastava. Különlegessége abból adódik, hogy a számos kultúrtörténeti emléket felvonultató belvárosban helyezkedik el.
Árvízvédelmi, halászati, üdülési, és természetvédelmi funkciója miatt ez a térség legsokoldalúbban használt tava.
A téli időszakban leeresztésre kerülő tó sekély vízén és zátonyain naponta több tízezer lúd és egyéb vízimadár is megpihen. Ha nem túl hideg a tél, akkor itt telelnek.
Az Öreg-tó nemzetközi egyezménnyel védett terület. A ramsari egyezmény oltalma alatt álló tartozó tó az Európai Unió természetvédelmi-ökológiai hálózatának hazai alapját jelentő Natura 2000-hálózat része.

## Tatai Vadlúd Sokadalom
2001 óta november végi napokon Tata városa a „Tatai Vadlúd Sokadalom” elnevezésű ünnepség keretén belül köszönti az ideköltöző madarakat.
MME KEM csoportja, a Száz Völgy Természetvédelmi Egyesület, és a Duna–Ipoly Nemzeti Park Igazgatósága rendezésében gazdag programot kínál a természetszerető látogatóknak.
Az Öreg-tavon és annak tágabb térségében késő ősztől ezres nagyságrendben vonul és telel a vetési vadlúd.
Az első példányok szeptember végén vagy október első napjaiban jelennek meg, majd október 20-a után már százas, míg november 5-e után ezres nagyságrendben látható egészen március elejéig, amennyiben a zord téli idő nem szorítja őket délebbre.
A vetési lúd kizárólag növényevő. Nálunk kukoricatarlón, gyepeken és őszi vetésű gabonaföldeken táplálkozik. A reggeli kihúzás után többnyire napközben is visszarepül egy alkalmas és nyugodt vízre inni, tollászkodni és pihenni, majd napnyugta előtt újra kirepül a táplálkozó területre. Sötétedés környékén indul vissza az éjszakázó helyre.
Ez a tatai látványosság változatos programot nyújt kicsiknek, nagyoknak, természetbarátoknak, és profi madarászoknak egyaránt.

## Vadlúd és társai
A vadlúd fogalma tíznél is több fajt takar Európában. Nálunk a leggyakoribb a vetési lúd, és a nagy lilik.
Az öreg-tavat évtizedekig a vetési lúd egyik legfontosabb telelőterületeként emlegették. Az utóbbi években a nagy lilik aránya látványosan növekedni kezdett, és jelenleg részarányuk közel 80%. Hazánk egyetlen fészkelő vadlúdfaja, a nyári lúd, létszáma azonban alig haladja meg a néhány százat.
2011-ben rekord mennyiségű vadlúd gyűlt össze a tavon, számuk közel 50 000 volt.

## Egyéb madarak a találkozóhelyen
A vadlúd tömeg mellett más madarak is felkeresik az Öreg-tavat:
- Apácalúd
- Vörösnyakú lúd
- Sirályfélék
- Kis lilik
- Örvös lúd
- Kanadai lúd
- Sarki lúd
- Rövidcsőrű lúd
- Récefélék
- Rétisas
- Parlagi sas
- Szirti sas
- Vándorsólyom

## Képgaléria a madártalálkozó madarairól

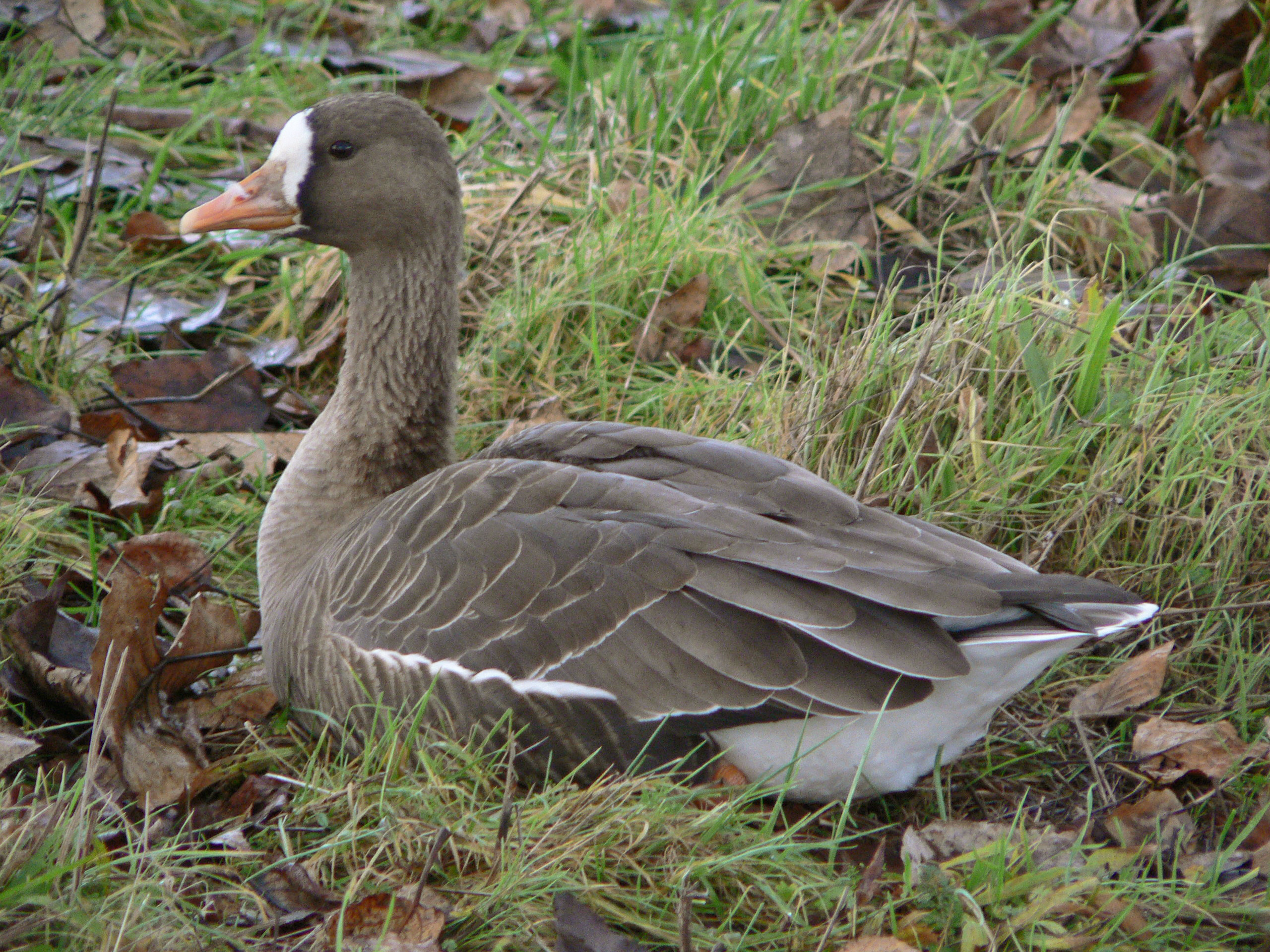
Nagy lilik
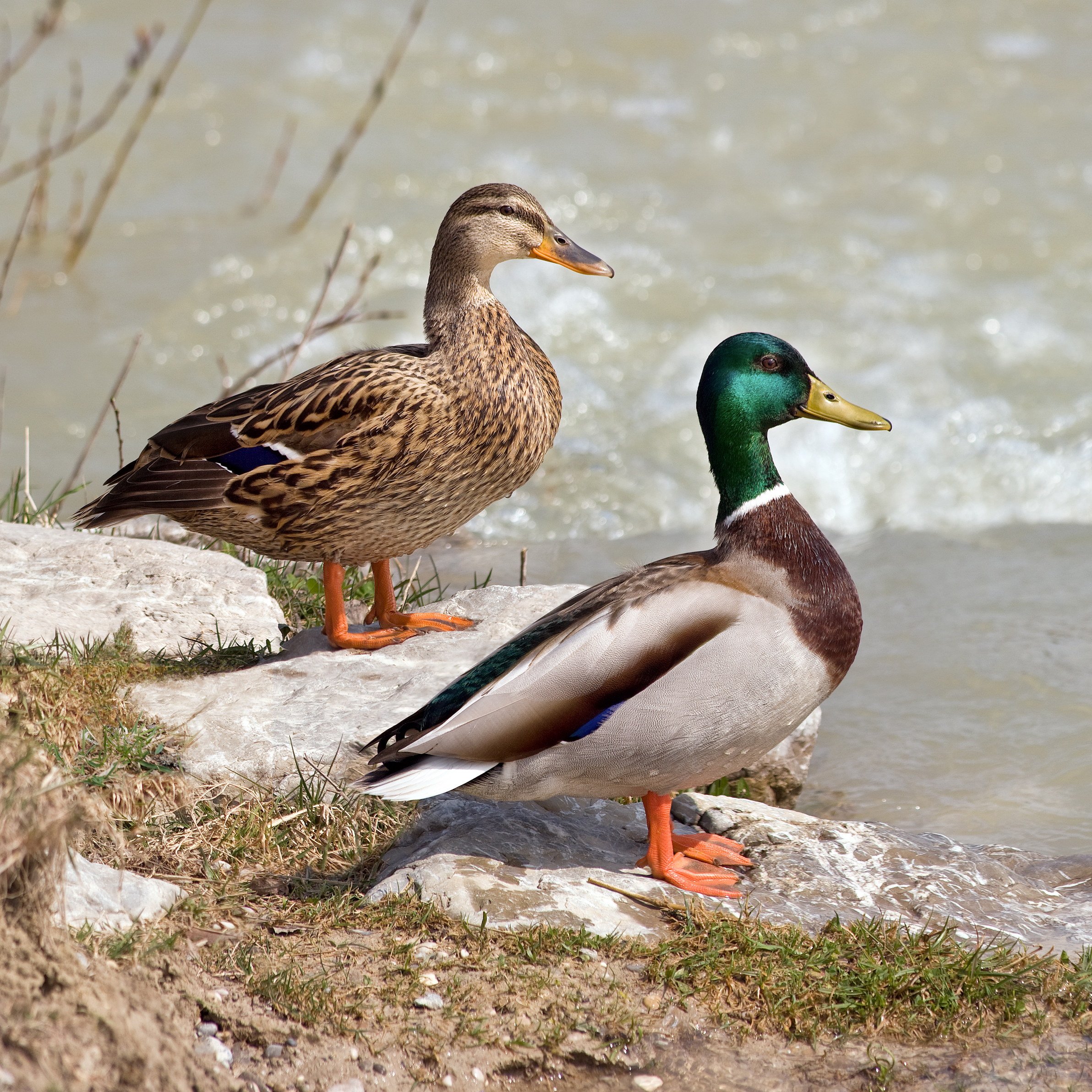
Tőkés réce
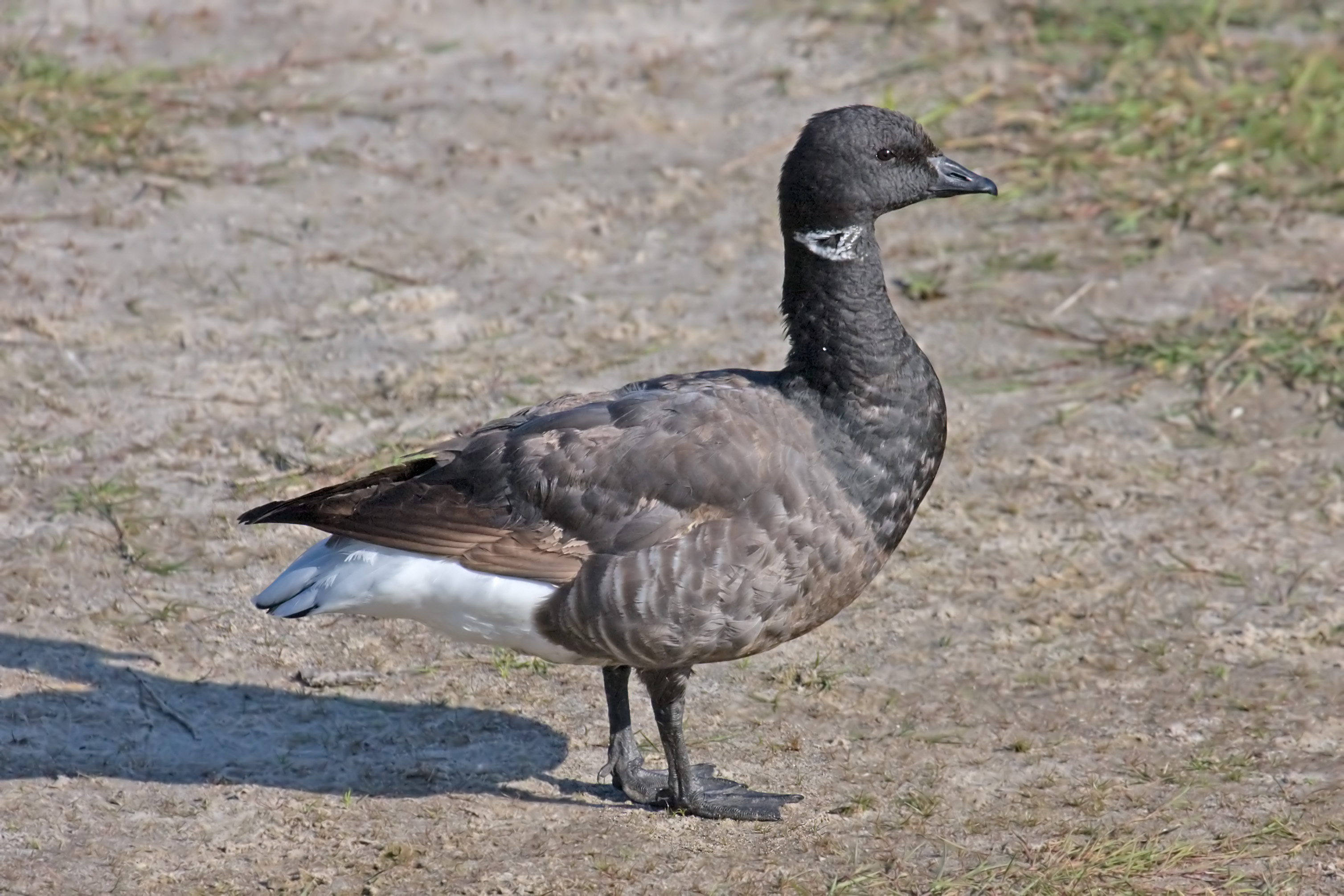
Örvös lúd
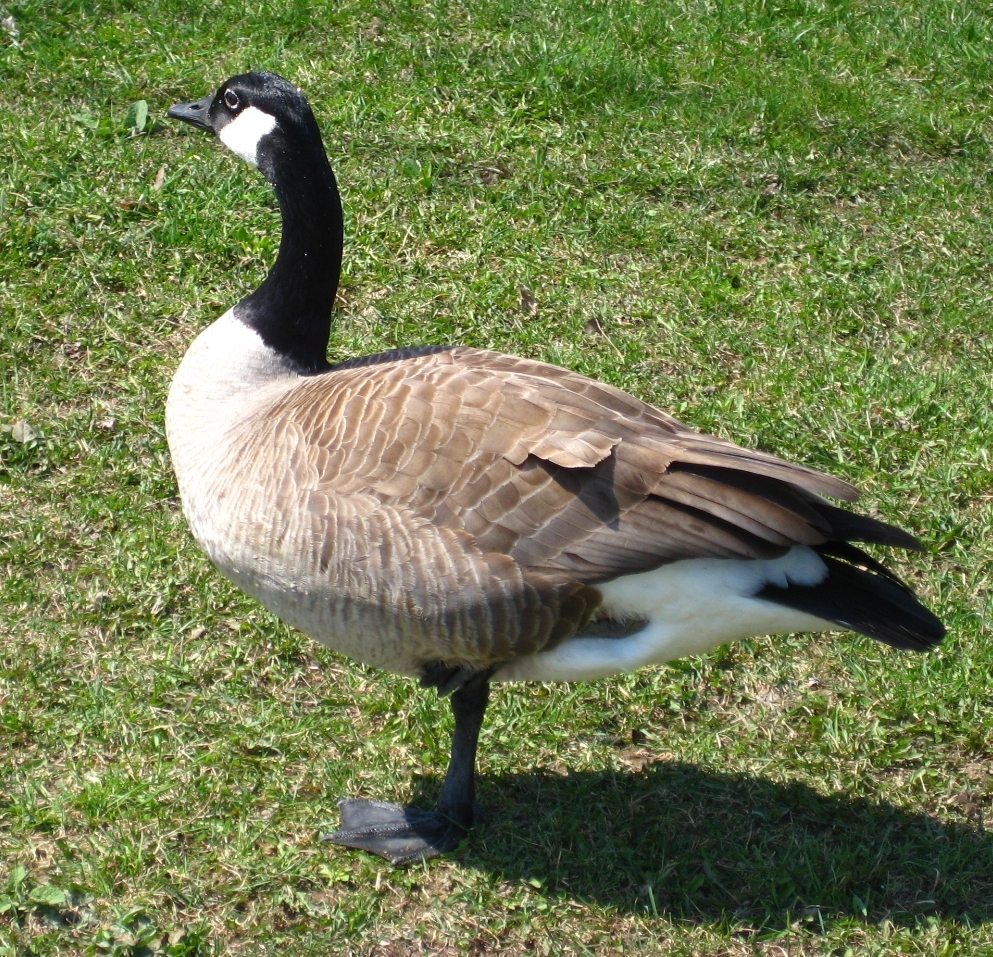
Kanadai lúd
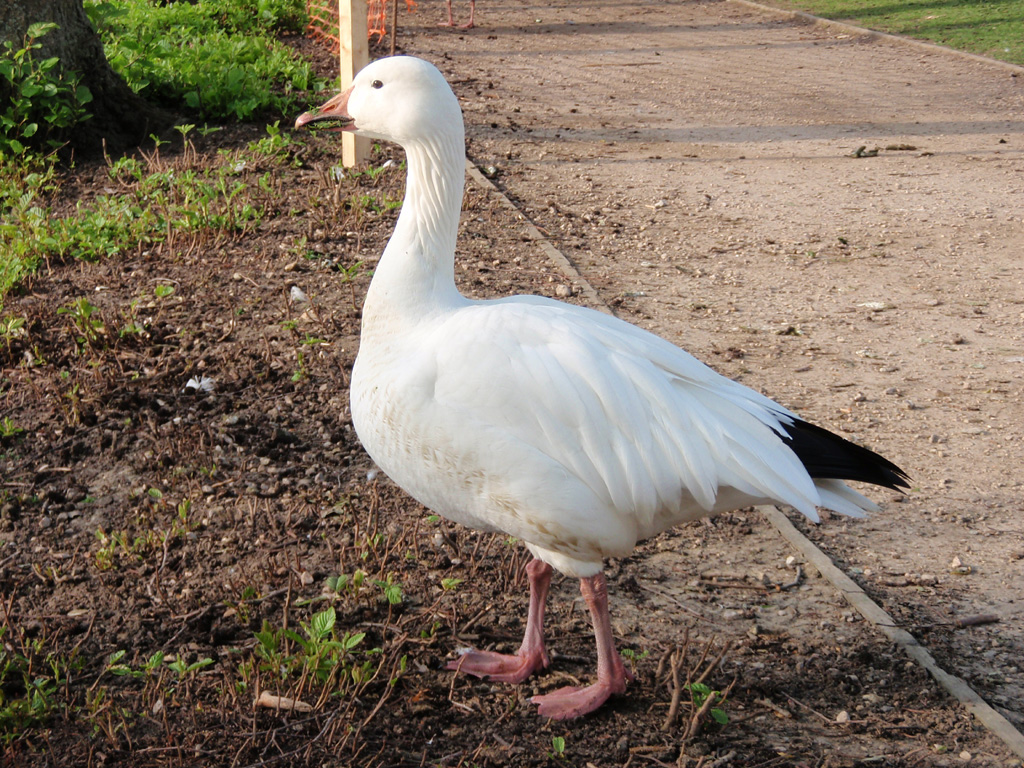
Sarki lúd
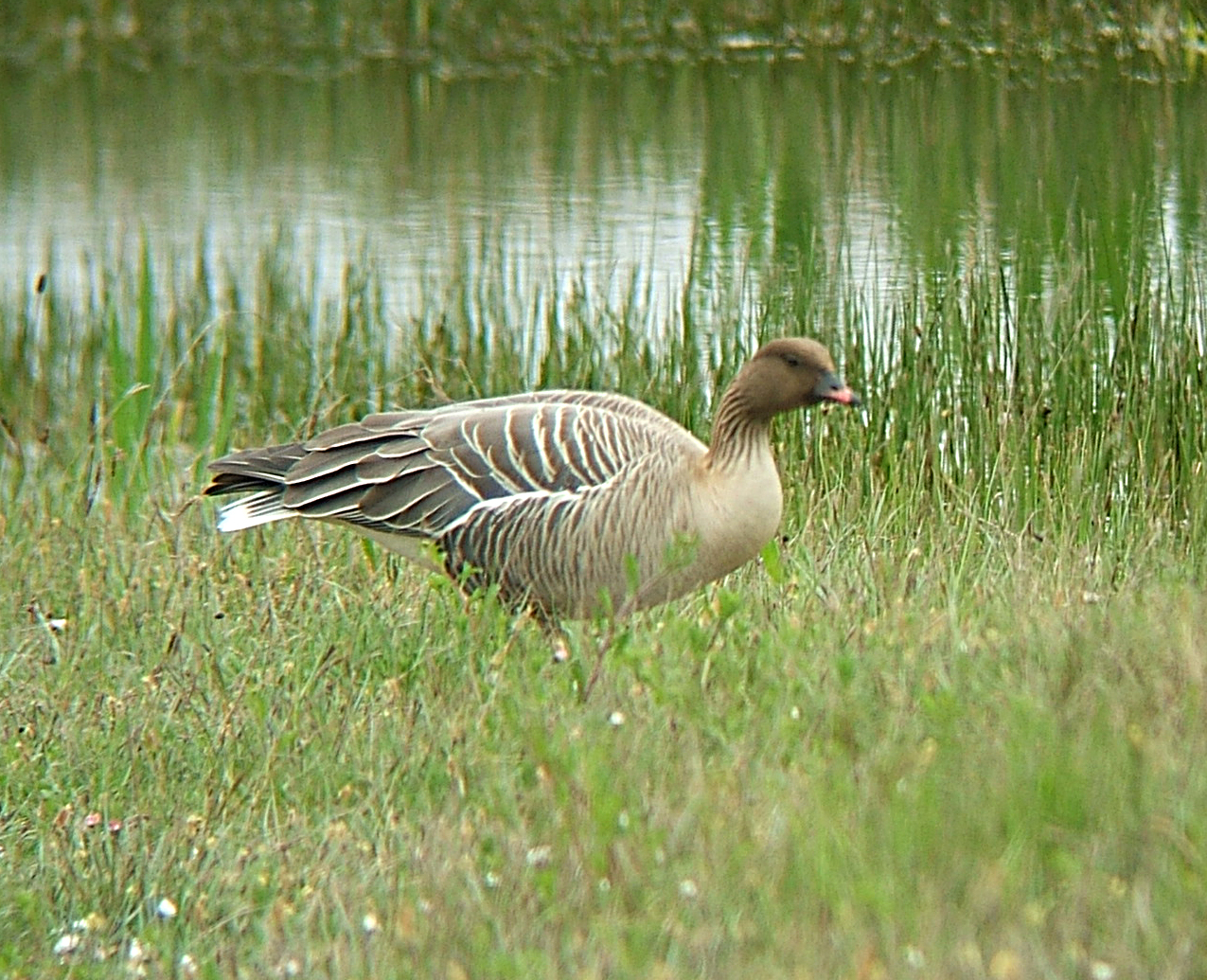
Rövidcsőrű lúd
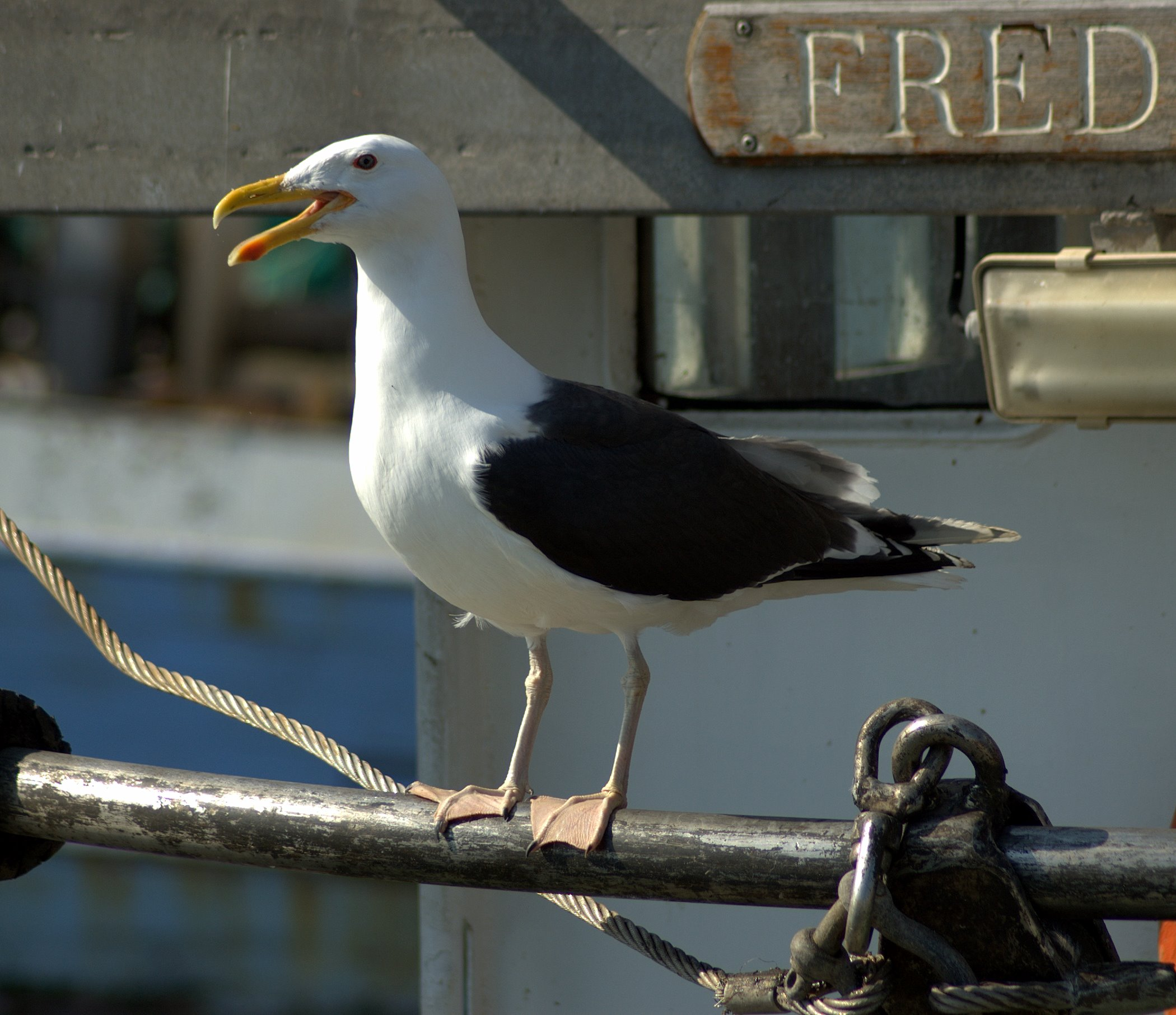
Sirály
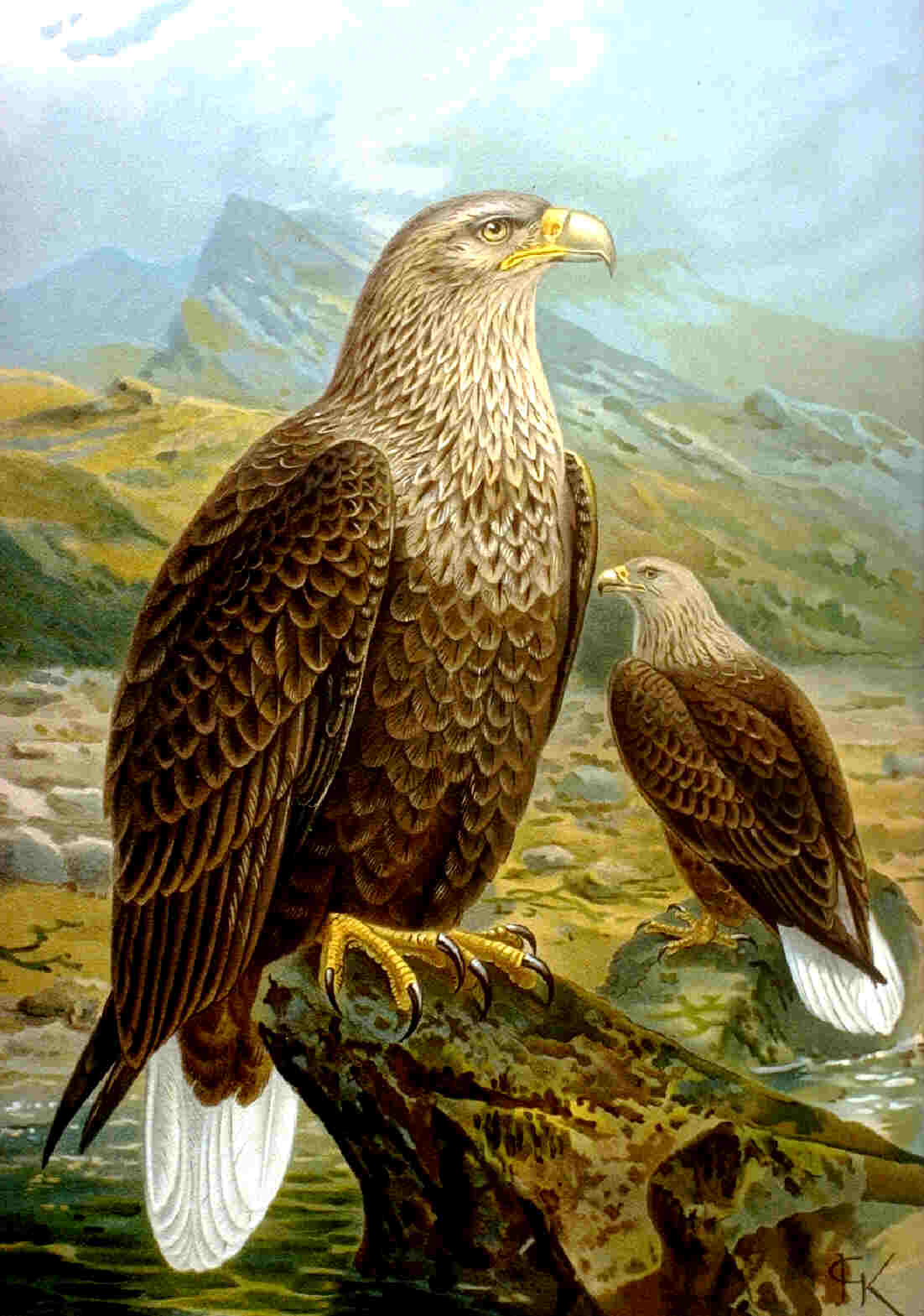
Réti sas
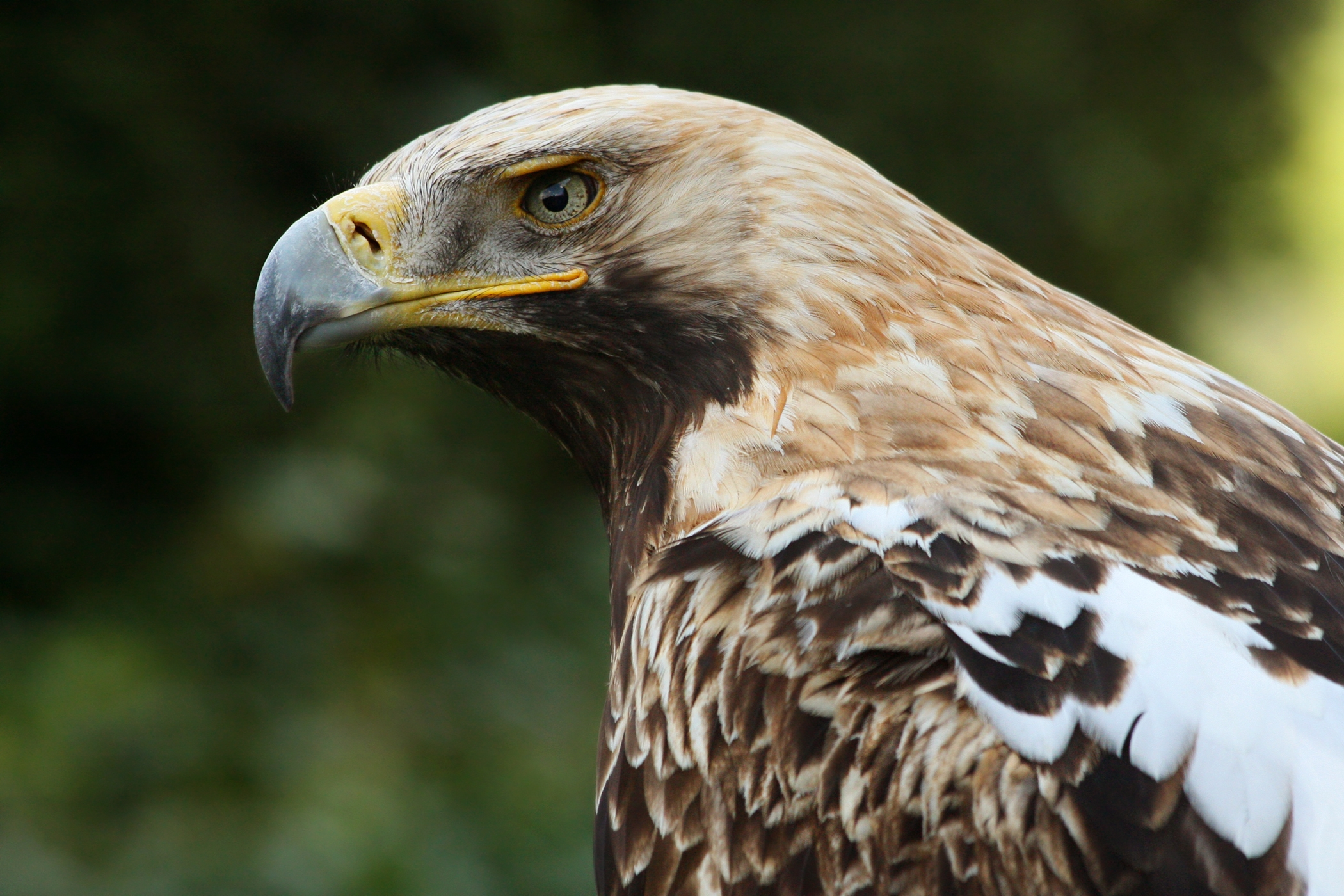
Parlagi sas
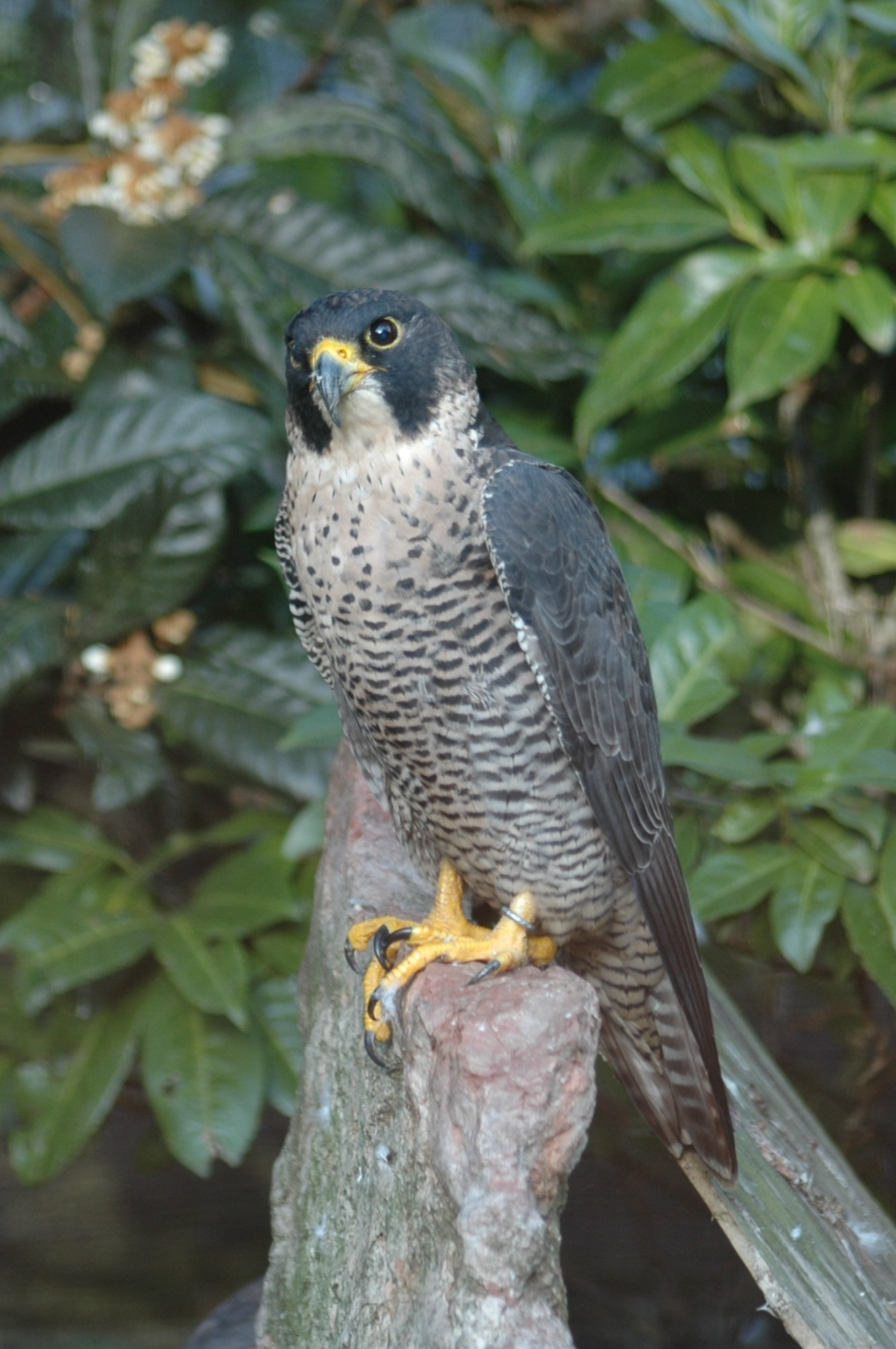
Vándor solyom